# Cantonul Saint-André-les-Alpes
Cantonul Saint-André-les-Alpes este un canton din arondismentul Castellane, departamentul Alpes-de-Haute-Provence, regiunea Provence-Alpes-Côte d'Azur, Franța.

## Comune
- Allons
- Angles
- Lambruisse
- Moriez
- La Mure-Argens
- Saint-André-les-Alpes (reședință)